# Hamnträsket
Hamnträsket är en sjö i Finland. Den ligger i kommunen Korsnäs i landskapet Österbotten, i den sydvästra delen av landet, 300 km nordväst om huvudstaden Helsingfors. Arean är 3,3 hektar och strandlinjen är 1,08 kilometer lång. Sjön  ingår i Egentliga Bottenhavets avrinningsområde. 